# ザ・キング・トーンズ
ザ・キング・トーンズ（ザ・キングトーンズ、THE KING TONES、THE KINGTONES）は、1960年2月から活動した4人編成の日本の音楽グループ。
『グッド・ナイト・ベイビー』『暗い港のブルース』などの代表曲をもつ一方、1950年代後半から1960年代前半の曲を歌い、ドゥーワップのコーラス・スタイルを結成以来堅持し続けた。
オリジナル曲のほか、「煙が目にしみる」「オンリー・ユー」など、結成のきっかけとなったプラターズを初めとしてオールディーズを数多くカバーしていた。

## 経歴
1958年6月、内田正人が中心となり、数度のメンバーチェンジを経る中で、アマチュア・コンテストなどを通じ知り合った成田邦彦、加生スミオに音楽短大出身のため楽譜に堪能な石井迪を迎え、プラターズスタイルのコーラス・グループを結成。プラターズに倣い、女性ボーカリスト（アルト）として佐藤サエコ（愛称・さーちゃん）を加えた5人でザ・ファイブ・トーンズとして音楽活動をスタート。
1960年2月1日、佐藤がハードスケジュールで体調を崩し脱退したため、内田・成田・石井・加生の4人で現行グループ名に改め再スタート。後にドゥーワップと呼ばれるR&Bテイストを主体としたコーラスワークと、ハイトーンのリードテナーが評判となり、NHKオーディション合格を機に放送メディアに進出する一方、活動拠点の米軍キャンプではプラターズ（1961年12月）、アル・アルバーツ（1962年6月）、トニー・ウィリアムズ（同）、ルー・ロウルズらと共演。年間最優秀賞ゴールデントリイを受賞。藤木孝『小さい悪魔』（テイチク NS-446）、田代みどり『彼氏の気持ちはワークワク』（同 NS-537）、三村和子『ブンガチャ人生』（同 NS-584）ほか多くの楽曲のレコーディングにバックコーラスで参加する。
1968年、日本人ロカビリー歌手の一部が、歌謡曲への転向を余儀なくされていた状況からレコード・デビューには消極的だった。しかし、周囲の勧めに応じ日本グラモフォン（後のポリドール・レコード）と専属契約を結び、「30歳の新人グループ」のキャッチコピーでメジャー・デビュー。同年5月に発売された『グッド・ナイト・ベイビー』が年末から翌年春にかけて大ヒットを記録。1969年11月1日、ファースト・リサイタル「愛のノクターン」を東京厚生年金会館大ホールにて開催。12月7日、第2回日本有線大賞特別賞を受賞。12月31日、第20回NHK紅白歌合戦に出場。
1969年から1972年にかけて「NHKあなたのメロディー」でアマチュア音楽家の作品を、また1970年11月5日には合歓の郷屋内ホールで開催された第2回ポピュラーソングコンテストにゲスト出演し、出場作品を歌唱する。
1971年、ルー・ロウルズ（3月）やプラターズ（4月）とサンケイホールなどでステージ共演。5月に発売された『暗い港のブルース』が有線放送などを中心に話題となり、オリコンで19位まで上昇、彼らのセカンドヒットとなる。
1975年4月、エメロンクリームリンスのCMソング『もううしろ姿』をシングルで発売。5月、大瀧詠一からのオファーに応えてレコーディングに参加したアルバム『NIAGARA MOON』（エレック NAL-0002）が発売される。9月、結成15周年記念リサイタルを久保記念講堂にて開催。
1976年6月、EXPRESSより移籍第一弾の『一度だけのディスコ』を発売。同時期にNHKみんなのうたで『シンフォニック・バリエイション』を発表。
1978年4月、リサイタル「グッド・ナイト・ベイビーから10年…」を労音会館にて開催。10月16日、アルバム『レゼレクト 銀河からの帰還』発売を記念してライブハウス・新宿ルイードで「POPS 102曲マラソンコンサート」を開催。
1979年4月28日、リサイタル「FRESH 40s SING OLD DAYS HITS」を東京厚生年金会館にて開催。
1980年6月、結成20周年を機にSMSレコードに移籍。大瀧詠一プロデュースによるシングル盤『DOO-WOP! TONIGHT』を発売。7月4日、横須賀米軍基地内ベニーデッカー・シアターで開催された結成20周年記念公演をライブ録音。7月13日、京都市・円山野外音楽堂で開催された第8回宵々山コンサートに出場。10月18日、ニューヨーク・ブロードウェイのビーコン・シアターで開催された「ROYAL NEW YORK DOO-WOP SHOW」に日本人グループとして初めて出場。帰国直後、よみうりホールを皮切りとした凱旋コンサートツァーを開催。
1981年6月10日、日比谷公会堂で開催された「R&B Night」にスペシャルゲストとして出演。上田正樹らと共演。7月、株式会社R&Bステーションを設立し小澤音楽事務所から独立。それと並行して5都市8公演が開催された第1回 JAPAN DOO-WOP CARNIVALに出演し、ドリフターズ、シュレルズらと共演。
1982年1月、新宿ルイードで開催された「第一回 R&B GRAFFITI NIGHT」に出演し、上田正樹やウシャコダらと、7月には同じく新宿ルイードでクリスタルズ、コースターズと共演する。12月、加生の脱退に伴って大川由加利が加入。
1983年、石井の脱退に伴って冨賀慎一郎が加入。3月27日、前年末より全ての音楽活動を休止して3ヶ月間に亘り連続8時間のレッスンを経た『新生キングトーンズ』の初ステージが新宿ルイードで開催される。
1987年8月、BMGビクターに移籍。10月発売のアルバム『GOOD NIGHT BABY 1987』、先行シングル『グットナイトベイビー』およびサントリー角瓶CMソング『今夜まで待てそうもない』を相次いで発売。
1988年10月1日、芝・郵便貯金ホールで開催されたコンサートをライブ録音。12月20日より、東京ガスのCMに出演、年末までテレビ・ラジオで集中オンエアされ、1989年5月に再び放送される。
1989年11月より1年にわたって全国ホールコンサートツアーを開催。
1990年7月22日、結成30周年記念リサイタルを東京簡易保険会館（ゆうぽうと）で開催。12月、東京バナナボーイズのプロデュースによる「サントリー マテウスロゼ」CMソング『100万の想い出』を8センチCDで発売。カップリングには同年10月よりフジテレビ系で放送された情報番組「奥さまお手をどうぞ!」の主題歌を収録。
1991年8月、メンバー全員によるア・カペラ映像を南紀白浜および那智勝浦で撮影した「和歌山県」イメージCMソングの8センチCD『WAKAYAMA』を地域限定発売、翌1992年5月に改めて全国リリース。9月、ザ・ヴィーナスのメインボーカルだったコニーをゲストに迎え全国コンサートツアーを開催。
1995年4月、かつて結成15周年記念企画として山下達郎と伊藤銀次が書き下ろした『DOWN TOWN』をはじめ、大沢誉志幸・佐野元春などの作品を取り上げたアルバム『SOUL MATES』を発売。同月放送開始のNHK教育「むしむしQ」では声優兼コーラスグループキャラクター「ザ・クリケッツ」役で出演。
1997年1月、つのだ☆ひろのプロデュースによる8センチCD『I'M ON MY WAY』を発売、カップリング曲には『グッド・ナイト・ベイビー』のラップ・ヴァージョンが収録される。5月、大川に代わって石塚勇が加入。
1998年4月、前年10月1日より南果歩ときたろうの出演でシリーズ化して放送されていたウイスキーのCM曲『夕焼けレッドで帰りましょう』をシングルでリリース。この後に冨賀に代わって川島豊が加入。7月25日より、第三期メンバー体制となって初のホールコンサートを開催。11月28日封切となった松竹制作の劇場映画「ショムニ」ではストリートミュージシャン役で出演、同作のサウンドトラック盤もリリース。
2000年10月7日、結成40周年記念コンサート「DOO-WOP SUPER LIVE」をル・テアトル銀座で開催。
2005年より3年連続でフジロックフェスティバルに出場。
2012年4月29日、ARABAKI ROCK FEST.12に「ザ・キングトーンズ featuring ジミー入枝」として出演。
2014年、2年半ぶりとなるコンサートを上田正樹とのジョイントで企画され、「ザ・キングトーンズ featuring ジミー入枝」として、10月5日に世田谷区民会館で開催された「第8回世田谷にみどりいっぱいチャリティ講演&コンサート」に出演、12月20日には深谷市民文化会館で「上田正樹&ザ・キングトーンズ スペシャル・ライブ」を開催。
2017年10月25日、フリーボードからシングル『おかえり』を発売。参加メンバーは成田と元メンバーの石井、大川、内田の弟子のジミー入枝。内田は不参加。
2019年2月15日、内田が死去。
2020年1月31日、成田が死去。

## 第1期メンバー（1960年 - 1982年）
立ち位置はステージ下手より、内田・石井・加生・成田の順。ただしマイク2本の場合は内田・石井・成田・加生の順。
- 内田正人（うちだ まさと、1936年10月29日 - 2019年2月15日）
  - リーダー、リードテナー。愛称・ジュン（ジュンちゃん）。神奈川県横浜市出身。O型。日大高校音楽部（当時）在籍時に藤原歌劇団出身の指導者に師事[20]。その後、日本大学法学部在学中にラジオ東京のコンテスト番組「青春ジャズ大学」に出場、その審査員であった笈田敏夫から「黒人の音楽が似合う」と助言を受けたことがグループ結成に大きく影響している[21]。内田ジュン、十戒仁のペンネームで作詞・作曲も手がけた。1998年12月には、永瀬正敏の出演で話題となったサントリー・ザ・カクテルバーのCM「パーティーサイズ・リニューアル編」[22]に単独出演している。2004年、脳梗塞に倒れるが1年間に及ぶリハビリを経て2005年、フジロックフェスティバルでステージに復帰する。2019年2月15日、82歳で死去。
- 石井 迪（いしい すすむ、1936年6月15日 - ）
  - バリトン。愛称・カッパ。千葉県房総半島出身。東邦音楽短期大学卒業。愛称は素潜りが得意なことに由来する。ピアノ、トランペット、オカリナなどを使いこなす。脱退後、都内で飲食店を経営していたが、2009年7月中旬をもって25年を超える歴史にピリオドを打っている[23]。
- 加生スミオ（かしょう すみお、1935年8月29日 - ）
  - バス。愛称・オジイ（オジイちゃん）。長野県出身。愛称は若い頃から物腰が落ち着いていたことに由来する。独学で作詞・作曲を学び、『捨てられた仔犬のように』『愛のノクターン』などの作品を発表している。ピアノ、ギター、フルートなども演奏する。なお、1962年11月に発売されたシートレコード『クリスマスキャロル』では「加生澄夫」と表記されている。
- 成田 邦彦（なりた くにひこ、1936年12月18日 - 2020年1月31日）
  - セカンド・テナー。愛称・ナリ。北海道函館市に生まれ、富山県高岡市で育つ。法政大学経済学部卒業。洋画とマントヴァーニを愛する万年青年。長身を活かしたアクションと背筋の伸びたシルエットから「歩くドゥーワップのカタログ」の異名を持っていた[24]。2020年1月31日、83歳で死去。

## 第2期メンバー（1983年 - 1996年）
立ち位置はステージ下手より、内田・冨賀・成田・大川の順。
- 内田正人
  - リーダー、リードテナー。
- 冨賀慎一郎（とみが しんいちろう、1959年10月8日 - ）
  - テナー。愛称・トミー。山口県宇部市出身。国士舘大学経済学部中退[24]。よみうりホールで開催された凱旋帰国コンサートの終演後に楽屋を訪問したことがきっかけとなり、事務所スタッフとなる[25][24]。その後、石井の後任として加入するが、正式加入前にも『渚の“R&B”』で全15曲中4曲のコーラスに参加している[26]。スタッフ時代から多くの楽曲で振り付けを提案する一方で、ロックンロールナンバーも多数レパートリーに導入するなど、プレイング・マネージャーとしてアーティストとスタッフの両面をこなした。脱退後は芸能事務所で管理職として勤務する一方、大川（下記・故人）などと共にライブ活動を展開している[27]。
- 成田邦彦
  - テナー。
- 大川由加利（おおかわ ゆかり、1959年1月23日 - 2022年2月3日[28]）
  - バス。愛称・チャーリー。神奈川県川崎市出身、国士舘大学経済学部を卒業。オールディーズに夢中になるきっかけとなった映画『アメリカン・グラフィティ』の影響で、学生時代のアルバイトもハンバーガーショップにこだわっていたという[24]。加生の後任として冨賀とほぼ同時期に加入。冨賀とは大学在学中にシャ・ナ・ナを志向して結成されたアマチュア・グループ「シェビー」で活動を共にしていた[25]。キングトーンズ脱退後は川崎市内で飲食店を経営する傍ら冨賀と結成した「T・C スペシャル」としてライブ活動を続けた。

## 第3期メンバー（1997年 - 2019年）
立ち位置はステージ下手より、内田・石塚・川島・成田の順。
- 内田正人
  - リーダー、リードテナー。
- 石塚 勇（いしづか いさむ、1963年7月3日）
  - バス。新潟県糸魚川市出身。O型。東京芸術大学卒業。NHK教育テレビ『ゆかいなコンサート』（1991年）やTBS『素敵な気分De!』[注 23]（1993年）のレギュラー出演、ETV特集『グレン・グールド』出演（1994年）などを経て、大川の後任として加入。キングトーンズ・バスヴォーカリストとして活動する傍ら、オクタビストとしてのソロ活動、「Jimmy and the Vivids」[注 24]、「ザ・キングストーンズ」[注 25][29][30]などでも活動している。
- 川島 豊（かわしま ゆたか、1970年8月8日 - ）
  - テナー。栃木県足利市出身。東京芸術大学卒業。在学中よりオペラ、ミュージカルに出演。「ジ・エキセントリック・オペラ」を経て、冨賀の後任として加入。その一方、2005年に開催された『第21回日本アマチュアシャンソンコンクール』[注 26]全国大会グランプリ・石井好子奨励賞受賞を機にシャンソン歌手として本格的に活動を始める。2007年からのフランス留学中、一時帰国してシャルル・デュモン（フランス語版）（2008年）[注 27]、ダニー・ブリヤン(2009年)[注 28]を特別招聘して開催された「巴里祭」ツァーに参加するなどを経て2010年6月に帰国。現在はキングトーンズ・テナー担当とシャンソン歌手の両面で活動している。日本シャンソン協会正会員[31]、「日仏友好シャンソンKAKEHASHI」プロ会員[32]。
- 成田邦彦
  - バリトン（ただし川島加入以後）

## 代表曲
- グッド・ナイト・ベイビー

オリコン最高位2位（1969年3月3日付 - 3月24日付）。そのうちTOP20に同年1月13日以降12週にわたりランクイン。同誌集計でのセールスは60万枚。日本盤音源がモノラル仕様で1969年4月に全米で「GOODNIGHT BABY」表記でシングル発売（ATCO 45-6673）。作曲したむつひろしは当時ポリドール洋楽課に所属していたキング・トーンズ担当ディレクター・松村孝司のペンネーム。ひろまなみは本作で作詞家デビュー、以後は大日方俊子名義で多くの作品を提供するほか、翻訳や音楽評論などを手がけた。
- 家へ帰ろう

ドヴォルザーク作曲の交響曲『新世界より』第2楽章のメロディをアダプトしたポピュラーソング「家路」にインスパイアされ、「グッド・ナイト・ベイビー」でもアレンジを手がけた早川博二が作曲したステージ定番曲。
- 愛のノクターン

「グッド・ナイト・ベイビー」シングル盤B面に収録された『捨てられた仔犬のように』と並ぶ、加生スミオの代表的オリジナル曲。
- オンリー・ユー

プラターズ1955年のヒット曲であり、笈田敏夫のアドバイスを受けた内田にグループ結成を決意させたステージ定番曲。2枚目のアルバム『愛のノクターン』に収録されたテイクが2001年公開の映画『ウォーターボーイズ』で使用されている。
- ライオンは寝ている

トーケンズ1961年のヒット曲であり、「オンリー・ユー」と並ぶステージ定番曲。ライブでは日本語訳詞を交えて歌われた。
- 暗い港のブルース

オリコン最高位19位（1971年7月12日付）。同チャートではTOP20に同年7月5日以降11週にわたってランクインし、同誌集計で16.3万枚のセールスが記録されている。オリジナルは早川博二率いるモダン・プレイボーイズの曲（ポリドール DP-1303）。1963年にフランク赤木の歌唱で発売（同 DJ-1404）されていたが、なかにし礼が補作してリメイクしたもの。ステージ定番曲。
- 月光のノクターン

ベートーヴェン作曲の『月光のソナタ』をモチーフに作曲され、ディック・ジェイコブズ楽団（1961年、コーラル DC-1109）などの演奏でヒットした楽曲を1962年に高美アリサがカバーしたレコード（ポリドール DJ-1190）のリメイク。
- DOO-WOP! TONIGHT

結成20周年を機に移籍したSMS第1弾シングルとして、国内初となるモノラル盤一発録音のダイレクトカッティングにより制作された、大瀧詠一プロデュース作品。ザ・ヴェルヴェッツ「夢のお月様」の日本語カバーであるが、ステージでは前半を原詞、後半を訳詞で歌われていた。
- In The Still Of The Night（夜の静寂に）

大瀧詠一プロデュース作品。「DOO-WOP! TONIGHT」シングル盤B面に収録されたステージ定番曲。ただし、日本語で歌われているスタジオ収録テイクと異なり、ライブでは全編にわたって1956年に発表されたファイブ・サテンズのオリジナル歌詞で歌われた。1988年10月に開催された芝・郵便貯金ホールでのコンサートを機に、大川のナレーションをフィーチュアしたイントロに変更されたが、大川脱退後は変更前のイントロが使用されていた。
- アンチェインド・メロディー

1965年に全米4位となったライチャス・ブラザースの代表曲。特に1980年代前半のステージで歌われることが多かった。後に1992年4月6日にオンエアされたWOWOWの番組『THE RECORDING」でも取り上げている。
- 涙のチャペル

ソニー・ティル&オリオールズのヒットナンバーとは同名異曲。赤坂・霊南坂教会でレコーディング、「ROYAL NEW YORK DOO-WOP SHOW」出演からの帰国にあわせてリリースされた。なお、作詞者の立木寝損とは、SMSでの担当ディレクターであった井岸義測のペンネーム。
- ラストダンスはヘイ・ジュード

大瀧詠一プロデュース作品。ドリフターズの「ラスト・ダンスは私に」と、コード進行が同じであるビートルズの「ヘイ・ジュード」の2曲によるマッシュアップ作品。キャロル久末らをDJに起用して全編ラジオ番組仕立てで制作されたアルバム『Doo-Wop! STATION』からのシングルカット。
- WHISPERING BELLS

オリジナルはデル・バイキングス1957年のヒット曲。ステージで「DOO-WOP TONIGHT」と並ぶオープニング・ナンバーであり、ライブハウスなどでのリクエストを元に選曲されたアルバム『渚の“R&B”』でようやくスタジオ録音が実現した。
- 夢の中で会えるでしょう

高野寛の提供作品であり、結成35周年記念アルバム『ソウル・メイツ』からのシングルカット。1995年9月30日放送のNHK教育テレビ『土曜ソリトン SIDE-B』ではスタジオライブで作曲者である高野とのセッションが実現している。
- 夕焼けレッドで帰りましょう

1997年10月よりサントリーレッドのCMソングとして使われていたが、1998年4月シングルリリース。同CMには南果歩、きたろうのほかにキング・トーンズ本人たちも出演した。
- 今夜まで待てそうもない

サントリーCMソング

## ディスコグラフィー
本節では、原則としてレコード店・CDショップを経由しての流通を前提として制作・発売された商品に限定し、販売促進目的や商品購入特典として制作された見本盤・非売品や通信販売専用商品、および一部市場に流通している、いわゆるブートレグ盤、他アーティストの作品における客演やバックコーラスのみ担当したセッションの音源は表記対象から除外した。なお盤名および曲名表記は各盤のジャケット・レーベル面・ジャケット帯の記載に準じることとし、同一楽曲で表記ゆれが発生している場合でもそのまま記載した。

### シングル
カラオケ・トラックおよび別ミックス・ヴァージョンは除いて表記している。

#### オリジナル・シングル
1. グッド・ナイト・ベイビー c/w 捨てられた仔犬のように （1968年5月1日、ポリドール SDP-2023[注 36]）
2. 星空のアリア c/w 私の恋人 （1968年12月1日、同 SDP-2031）
3. 家へ帰ろう c/w さよなら友達 （1969年3月21日、同 SDP-2035）
4. 愛のノクターン c/w 遙かなるオールマン・リヴァー （1969年8月25日、同 SDP-2041）[注 37]
5. 君だけが c/w 君は何処から来たの （1970年1月5日、同 DP-2060）
6. さよなら友達[注 38] c/w ワン・ナイト・ワン・キッス（1970年8月25日、同 DR-1551）
7. ヘイ・ベイビー c/w なぜにぼくらは別れて行く （1971年1月15日、同 DR-1576）
8. 暗い港のブルース c/w いつか陽が昇る （1971年4月1日、同 DR-1601）
9. 月光のノクターン c/w 白い道 （1971年10月10日、同 DR-1644）[注 39]
10. 想い出のハーバー・ライト c/w 夜明けの子守唄 （1972年5月1日、同 DR-1696）
11. さよならあなた c/w 星占い （1972年11月21日、同 DR-1729）
12. 白い朝のブルース c/w 白い仔鳩 （1973年4月21日、同 DR-1761）
13. 天気予報がはずれたら c/w ハニ・ハニ・ベイビー （1974年3月21日、同 DR-1837）
14. もううしろ姿[注 40] c/w 黒い傷あとのブルース （1975年4月25日、同 DR-1909）
15. 一度だけのディスコ c/w 昨日までは昨日まで （1976年6月5日、EXPRESS ETP-10003）
16. 失われた街 c/w 銀河ララバイ （1978年10月5日、同 ETP-10477）[注 41]
17. DOO-WOP! TONIGHT c/w In The Still Of The Night（夜の静寂に） （1980年6月25日、SMS SM06-63）[注 42]
18. 涙のチャペル c/w 悲しみのブルー・クリスマス （1980年10月21日、同 SM07-72）
19. 涙のグラジュエーション・デイ c/w 別れのリズム＆ブルース （1981年2月21日、同 SM07-80）
20. エンドレス・サマー c/w ダンシング・ムーンライト （1981年9月30日、同 SM07-97）
21. ラストダンスはヘイ・ジュード c/w グッドナイト・ベイビー（英語版）[35] （1981年11月21日、同 SM07-209）
22. LOVING YOU[注 43] c/w  DATT‘A’[注 44]  （1984年6月1日、DIAMOND HEADS RECORD[注 45] DH-2072[注 46]）
23. グットナイトベイビー c/w DOO WOP TONIGHT （1987年8月21日、BMGビクター RHS-300）
24. 今夜まで待てそうもない[注 47] c/w 一度だけのディスコ （1987年10月5日、同 RHS-305）
25. DANCING SUMMER NIGHT c/w AND EVERYTHING IS YOU （1990年7月21日、同 BVDH-5）[注 48]
26. 100万の想い出[注 49] c/w 奥さまお手をどうぞ[注 50] （1990年12月16日、ビクター VIDL-10089）
27. WAKAYAMA （1991年9月5日、同 PRDS-1115）[注 51]
28. WAKAYAMA c/w LOOK AT ME, BABE （1992年5月21日、同 VIDL-10244）
29. 夢の中で会えるでしょう c/w グッド・ナイト・ベイビー （1995年4月21日、Sony Records SRDL-3991）
30. I'M ON MY WAY[注 52] c/w グッド・ナイト・ベイビー[注 53] （1997年1月18日、INOKS PCDA-95007）
31. 夕焼けレッドで帰りましょう[注 54] c/w ウインク100万％ （1998年4月22日、Ki/oon KSD2-1188）
32. NO RETURN DAYS c/w GOOD OLD ACAPPELLA （2000年11月7日[注 55]、R's Art Disc RAD-201007）[注 56]
33. おかえり～Our House And Family c/w グッド・ナイト・ベイビー　(2017年10月25日 フリーボード FBCM-217[36])

#### 編集盤
1. グッド・ナイト・ベイビー[注 57] c/w 愛のノクターン （1980年7月1日、ポリドール DR-6431)
2. ポリドール名曲シリーズ グッドナイトベイビー c/w 暗い港のブルース （2020年1月27日、同 PODH-1107)

#### 再発売盤
1. ラストダンスはヘイ・ジュード c/w グッドナイト・ベイビー（英語版）[35] （1997年8月15日、VIVID SOUND MOR-6917）
2. 夢の中で会えるでしょう(Edit ver) c/w DOWN TOWN （2022年9月23日、GREAT TRACKS DQKL-7111）
3. 失われた街 c/w 銀河ララバイ （2022年10月26日、ユニバーサル UPKY-9102）

### シートレコード
1. クリスマス・キャロル （1962年11月25日、日本エンゼルレコード ANGEL BOOKS 73)
①(1)聖しこの夜 (2)もろびとこぞりて
②(1)ジングルベル (2)もみの木
2. メリー・クリスマス （1963年11月25日、同 SOUND BOOKS 11）
ANGEL BOOKS 73と同一音源
3. クリスマスキャロル （1965年12月25日、音楽出版販売 HIGH-MUSIC）
ANGEL BOOKS 73と同一音源

### コンパクト盤
1. ステレット33 グッド・ナイト・ベイビー/ザ・キング・トーンズ （1969年3月、ポリドール SKP-1148）
A(1)グッド・ナイト・ベイビー (2)捨てられた仔犬のように
B(1)星空のアリア (2)私の恋人
2. DISCO BEST HIT4 ハロー・ミスター・モンキー （1978年12月、同 KR-1141）
B(1)マッチョ・マン (2)グッド・ナイト・ベイビー[37]
B(1)：KINGTONES，(2)：KINGTONES & MARIE

### アルバム

#### オリジナル・アルバム
1. キング・トーンズ・ファースト/グッド・ナイト・ベイビー （1969年5月15日、ポリドール SMP-1442）
A(1)グッド・ナイト・ベイビー (2)捨てられた仔犬のように (3)星空のアリア (4)私の恋人 (5)家へ帰ろう (6)さよなら、友達
B(1)遙かなるオールマン・リヴァー (2)ハニ・ハニ・ベイビー (3)夢のマイ・ホーム (4)オー・マリー (5)太陽の渚 (6)夜明けのディン・ドン
2. 愛のノクターン/ザ・キング・トーンズ （1969年9月15日、同 MP-1454）
A(1)愛のノクターン (2)グッド・モーニング・ベイビー (3)ジュリエットのバラード（「NHKあなたのメロディー」より） (4)涙の中を歩いてる パート・1 (5)ベイビー・カム・ホーム (6)あなたの為の子守唄
B(1)オンリー・ユー (2)煙が目にしみる (3)マウンテン・ハイ (4)愛さずにはいられない (5)ライオンは寝ている (6)ドック・オブ・ベイ
3. レゼレクト 銀河からの帰還/ザ・キングトーンズandマリエ （1978年10月5日、EXPRESS ETP-80042）
A(1)CITY OPERA (2)LET'S DANCE BABY[38] (3)男と女 (4)TOUCH ME LIGHTLY[38] (5)失われた街
B(1)LOVE IS HARMONY (2)黄昏のVIOLENCE (3)(DON'T WASTE YOUR) LOVE IN SPACE (4)銀河ララバイ (5)MY BLUE TRAIN
4. ザ・キングトーンズ/インディペンデンス・デー （アット・ベニーデッカー・シアター) (1980年8月25日、SMS SM28-5028）
A(1)オープニング：ディープ・リバー〜インディペンデンス・デー (2)ドゥー・ワップ! トゥナイト (3)イン・ザ・スティル・オブ・ザ・ナイト (4)アット・ザ・ホップ (5)アイム・ソーリー・ユア・ゴーン〜シックスティーン・キャンドルズ〜涙のチャペル〜シルエット (6)オンリー・ユー (7)チャーリー・ブラウン (8)アース・エンゼル
B(1)ライオンは寝ている (2)渚のボードウォーク (3)アイル・ビー・ホーム (4)愛しのラナ〜ゲット・ア・ジョブ〜シンシアリー〜グッドナイト・スィートハート〜ブルー・ムーン (5)ポイズン・アイビー (6)アンチェイン・メロディー[注 58] (7)グッド・ナイト・ベイビー
1980年7月4日米国独立記念日、横須賀米海軍基地内ベニーデッカー・シアター劇場でのライブ録音
5. 渚の“R&B” （1982年6月21日、アポロン KLA-1269）
A(1)Whispering Bells (2)Sherry (3)Honey Love (4)Why Do Fools Fall In Love (5)Lana (6)Swing Low Sweet Chariot (7)Twilight Time
B(1)Do You Wanna Dance (2)16 Candles (3)Get A Job (4)Blue Moon (5)Sh-Boom (6)There Goes My Baby (7)Mister Lonely〜Good Night Sweet Heart
カセットテープ限定企画。
6. GOOD NIGHT BABY 1987/ザ・キングトーンズ （1987年10月21日、BMGビクター RHL-8440, R32H-1064）
A(1)グットナイトベイビー (2)Doo Wop Tonight (3)遙かなるオールマンリバー (4)ちっちゃな時から[注 59] (5)すてられた小犬のように (6)一度だけのディスコ
B(1)天気予報がはずれたら (2)君だけが (3)涙のロザリオ(裏町マリア)[注 60] (4)ハニハニベイビー (5)家へ帰ろう (6)今夜まで待てそうもない
7. THE KINGTONES LIVE !! “DOO-WOP IS HERE TO STAY” （1988年12月16日、同 R32H-1073）
(1)Opening〜Doo-Wop Tonight (2)In The Still Of The Night (3)Save The Last Dance For Me (4)I'll Be Home (5)Little Darlin' (6)The Lion Sleeps Tonight (7)Crying In The Chapel (8)Love Potion No.9 (9)Earth Angel (10)A Change Is Gonna Come (11)Tennessee Waltz (12)Stand By Me (13)Only You (14)At The Hop〜Peppermint Twist〜Babara Ann (15)Good Night Baby〜Ending (16)Gloria
1988年10月1日、芝・郵便貯金ホールにて収録。
8. 100万の想い出/ザ・キングトーンズ （1991年3月21日、ビクター VICL-23027）
(1)100万の想い出 (2)60 MINUTE MAN (3)UNDER THE BOARDWALK (4)LOOK AT ME, BABE (5)瞳のメロディ (6)COME TO ME (7)100万の想い出(Ballad Version)
9. ザ・キングトーンズ/ソウル・メイツ （1995年4月21日、Sony Records SRCL-3201）
(1)DOWN TOWN (2)グッド・ナイト・ベイビー (3)夢の中で会えるでしょう (4)ウインク100万% (5)スイート・デイズ (6)いとしの銀列車 (7)BAD GIRL (8)素敵な週末 (9)スローダンス (10)KING“T”PARTY (11)LONG TRAIL (12)グッド・ナイト・ベイビー(アカペラ)
10. THE KINGTONES - Kingdom of Falsetto （2000年10月13日、ヤマハミュージックメディア[注 61] GTC-206718）
(1)DooWop Tonight (2)Little Darlin' (3)The Lion Sleeps Tonight (4)In The Still Of The Night (5)Only You (6)Barbara Ann (7)夕焼けレッドで帰りましょう (8)Gloria (9)White Christmass (10)グッド・ナイト・ベイビー (11)No Return Days[注 62]
書籍『ザ・キングトーンズ ファルセット王国 ［歌おう］』(ISBN 9784636206715)同梱 Practice CD。

#### 他アーティスト作品混載盤
1. 懐かしのポピュラー大全集 (1970年12月、ポリドール MR-9072/3)
①B(4)遥かなる山の呼び声[注 63]
②A(1)あと5分だけ[注 64]
2. あなたのメロディー〜NHK「あなたのメロディー」よりアンコール曲を集めて (1972年6月、同 MR-2214)
A(3)愛の喜び (6)出すあてなしのラブレター
B(1)愛は風のように (4)もう別れた二人だけれど (7)ジュリエットのバラード
3. サタデー・ナイト・フィーバー IN 東京 AT TSUBAKI HOUSE (1978年9月、同 MR-7040)
A(2)マッチョ・マン B(4)グッド・ナイト・ベイビー[37]
※B(4)：ザ・キングトーンズ&マリエ
4. 京都 祇園 夏〜宵々山コンサート'80 (1980年11月5日、エキスプレス ETP-72346/7)
①A(6)オンリー・ユー (7)ライオンは寝ている(ウィモエ)
1980年7月13日 京都円山音楽堂
5. ライヴ 想い出のヒットパレード第2弾!! (1982年6月、アポロン音楽工業 KLF-1151)
A(6)グッドナイト・ベイビー
B(4)オンリー・ユー (11)ロックンロール・ミュージック〜ダンス天国
※B(11)：出演者全員
カセットテープ限定企画。1982.4.6、東京・五反田 簡易保険ホール Live Recording
6. 松竹映画「ショムニ」オリジナル・サウンド・トラック 夜総会BAND featuring ザ・キングトーンズ (1998年12月16日、日本クラウン CRCP-20204)
(2)I Can't Stop Loving You (4)グッドナイト・ベイビー (6)Gloria (7)いとしの銀列車(シルバートレイン) (9)THE LION SLEEPS TONIGHT (11)In The Still of The Night (13)アンパンマンのマーチ
※(2)(7)(9)(11)(13)：ザ・キングトーンズ w/夜総会BAND

#### 編集アルバム
1. 暗い港のブルース/ザ・キング・トーンズ・ベスト・アルバム (1971年7月、ポリドール MR-3174[注 65])
A(1)暗い港のブルース (2)君だけが (3)愛のノクターン (4)家へ帰ろう (5)星空のアリア (6)君は何処から来たの (7)捨てられた仔犬のように B(1)ヘイ・ベイビー (2)グッド・ナイト・ベイビー (3)グッド・モーニング・ベイビー (4)ハニ・ハニ・ベイビー (5)ベイビー・カム・ホーム (6)オンリー・ユー (7)夜明けのディンドン
2. グッド・ナイト・ベイビー〜暗い港のブルース/ザ・キングトーンズ・オリジナル・ベスト・アルバム (1980年9月5日、同 28MX-1011)
A(1)グッド・ナイト・ベイビー (2)愛のノクターン (3)愛さずにはいられない (4)君だけが (5)夜明けのディンドン (6)オンリー・ユー
B(1)暗い港のブルース (2)ドック・オブ・ベイ (3)家へ帰ろう (4)星空のアリア (5)捨てられた仔犬のように (6)煙が目にしみる
3. The Best Of The Kingtones 涙のチャペル (1980年11月21日、SMS SM28-5064)
A(1)涙のチャペル (2)Doo Wop Tonight (3)悲しみのブルー・クリスマス (4)In The Still Of The Night (5)暗い港のブルース (6)愛のノクターン
B(1)Good Night Baby(英語版)[35] (2)Only You[39] (3)Babara Ann[40] (4)Lion Sleeps Tonight (5)Unchained Melody[41] (6)グッド・ナイト・ベイビー[注 66]
4. Doo-Wop! STATION/ザ・ファビュラス・キングトーンズ (1981年9月30日、同 SM28-5076)
A(1)Doo-Wop Tonight (2)Good Night Baby[35] (3)I'm Sorry You're Gone〜16 Candles〜Crying In The Chapel〜Silhouettes (4)Only You[39] (5)Come Go With Me (6)ラストダンスはヘイ・ジュード
B(1)Babara Ann[40] (3)I'll Be Home (4)Unchained Melody[41] (5)Poison Ivy (6)Dancing In The Moonlight (7)Endless Summer
DJ：Mark Hagan(A), キャロル久末(B)。
5. BEST2000 ザ・キングトーンズ (1985年4月25日、ポリドール 20CX-1308)
A(1)グッド・ナイト・ベイビー (2)愛のノクターン (3)オンリー・ユー (4)君だけが (5)夜明けのディン・ドン (6)捨てられた仔犬のように (7)ライオンは寝ている
B(1)暗い港のブルース (2)ドック・オブ・ベイ (3)家へ帰ろう (4)星空のアリア (5)愛さずにはいられない (6)マウンテン・ハイ (7)煙が目にしみる
カセットテープ限定企画。
6. CDミニアルバム・ベスト4/ザ・キングトーンズ (1989年10月1日、同 H13P-37022)
(1)グッド・ナイト・ベイビー (2)暗い港のブルース (3)家へ帰ろう (4)オンリー・ユー
8cmCDミニアルバム
7. BEST2000シリーズ ザ・キングトーンズ (1992年4月1日、同 POCH-1206)
(1)グッド・ナイト・ベイビー (2)暗い港のブルース (3)夜明けのディンドン (4)愛さずにはいられない (5)捨てられた仔犬のように (6)煙が目にしみる (7)愛のノクターン (8)オンリーユー (9)君だけが (10)星空のアリア (11)家へ帰ろう (12)ドックオブベイ
8. BEST2500 ザ・キングトーンズ/グッド・ナイト・ベイビー (1993年11月1日、同 POCH-1282)
(1)グッド・ナイト・ベイビー (2)捨てられた仔犬のように (3)星空のアリア (4)愛のノクターン (5)私の恋人 (6)君だけが (7)暗い港のブルース (8)オンリー・ユー (9)煙が目にしみる (10)家へ帰ろう (11)さよなら友達 (12)あなたの為の子守唄 (13)愛さずにはいられない (14)ライオンは寝ている (15)ドック・オブ・ザ・ベイ
9. ザ・キング・トーンズ コンプリート コレクション (2001年7月25日、ユニバーサル UPCH-1093/4)
①(1)グッド・ナイト・ベイビー (2)捨てられた仔犬のように (3)星空のアリア (4)家へ帰ろう (5)愛のノクターン (6)君だけが (7)ヘイ・ベイビー (8)暗い港のブルース (9)月光のノクターン (10)ハニ・ハニ・ベイビー[注 67] (11)夜明けのディンドン (12)夢のマイ・ホーム (13)太陽の渚 (14)グッド・モーニング・ベイビー (15)あなたの為の子守唄 (16)私の恋人 (17)君は何処から来たの (18)ワン・ナイト・ワン・キッス (19)いつか陽が昇る (20)白い道
②(1)DOO-WOP! TONIGHT (2)In The Still Of The Night(夜の静寂に) (3)涙のチャペル (4)涙のグラジュエーション・デイ (5)別れのリズム＆ブルース (6)エンドレス・サマー (7)ラストダンスはヘイ・ジュード (8)グッド・ナイト・ベイビー(英語版)[35] (9)オンリー・ユー (10)ドック・オブ・ベイ (11)煙が目にしみる (12)愛さずにはいられない (13)ライオンは寝ている (14)マウンティン・ハイ (15)ベイビー・カム・ホーム[注 68] (16)ジュリエットのバラード(「NHKあなたのメロディー」より) (17)涙の中を歩いてる パート・1 (18)マッチョ・マン (19)グッド・ナイト・ベイビー(ディスコ・ヴァージョン)
※①(1)〜(20)・②(9)〜(19)：ポリドール音源
②(1)〜(8)：SMS音源。
10. ザ・キングトーンズ/ベスト・セレクション (2001年9月15日、WATANABE WMP-10028)
(1)〜(13)：SM28-5064と同一内容 (14)涙のグラジュエーション・デイ (15)別れのリズム&ブルース (16)エンドレス・サマー (17)ダンシング・ムーンライト (18)ラストダンスはヘイ・ジュード (19)Let's Dance Baby (20)Touch Me Lightly (21)My Blue Train
※(1)〜(18)：SMS音源、(19)〜(21)：EXPRESS音源。
11. ザ・キングトーンズ ゴールデン☆ベスト (2008年7月23日、ユニバーサル UPCY-6484)
(1)グッド・ナイト・ベイビー (2)捨てられた仔犬のように (3)DOO-WOP! TONIGHT (4)家へ帰ろう (5)愛のノクターン (6)君だけが (7)天気予報がはずれたら (8)暗い港のブルース (9)月光のノクターン (10)ドック・オブ・ベイ (11)愛さずにはいられない (12)ライオンは寝ている (13)煙が目にしみる (14)オンリー・ユー (15)DOWN TOWN (16)夢の中で会えるでしょう (17)夕焼けレッドで帰りましょう (18)グッド・ナイト・ベイビー(英語版) (19)涙のミラーボール (20)On The Wave 〜伝説をつくろう〜 (21)グッド･ナイト･ベイビー(カヴァー版)
※(1)(2)(4)〜(14)：ポリドール音源、(3)(18)：SMS音源、(15)〜(17)：Sony Records音源。
12. エッセンシャル・ベスト 1200 ザ・キングトーンズ (2018年3月21日、 同UPCY-7508)
(1)グッド・ナイト・ベイビー (2)捨てられた仔犬のように (3)DOO-WOP! TONIGHT (4)家へ帰ろう (5)愛のノクターン (6)君だけが (7)天気予報がはずれたら (8)暗い港のブルース (9)月光のノクターン (10)ドック・オブ・ベイ (11)愛さずにはいられない (12)ライオンは寝ている (13)煙が目にしみる (14)オンリー・ユー (15)グッド・ナイト・ベイビー（英語版）
※(1)(2)(4)〜(14)：ポリドール音源、(3)(15)：SMS音源。

#### 再発売企画
1. ザ・ベスト・オブ・ザ・キングトーンズ/涙のチャペル (1997年8月21日、バンダイミュージック APCA-196)
SM28-5064と同一内容
2. Doo-Wop! STATION/ザ・ファビュラス・キングトーンズ (1997年8月21日、同 APCA-197)
(1)〜(13)：SM28-5076と同一内容 (14)ラストダンスはヘイ・ジュード(シングル・ヴァージョン)
3. 宵々山コンサート 1973-2000 (2001年6月20日、マクランサ MAC15/39)
⑬・⑭：ETP-72346/7と同一内容
4. ザ・キングトーンズ＆マリエ/リザレクト (2003年3月31日、VIVID SOUND VSCD-3801)
ETP-80042と同一内容
5. ザ・キングトーンズ インディペンデンス・デー〜アット・ベニーデッカー・シアター +6 (2014年8月20日、Solid Records CDSOL-1594)
(1)〜(15)：SM28-5028と同一内容[注 69] (16)涙のチャペル (17)悲しみのブルー・クリスマス (18)暗い港のブルース (19)愛のノクターン (20)涙のチャペル カラオケ (21)悲しみのブルー・クリスマス カラオケ
6. ザ・キングトーンズ ドゥー・ワップ・ステーション +10 (2014年8月20日、同 CDSOL-1595)
(1)〜(16)：SM28-5076と同一内容 (17)ドゥー・ワップ! トゥナイト (18)夜の静寂に (19)涙のグラジュエーション・デイ (20)別れのリズム&ブルース (21)エンドレス・サマー (22)ダンシング・ムーンライト (23)ラストダンスはヘイ・ジュード (24)グッド・ナイト・ベイビー(英語版) (25)ラストダンスはヘイ・ジュード カラオケ<MONO> (26)ラストダンスはヘイ・ジュード カラオケ<STEREO>
7. ザ・キングトーンズ 渚のR&B +14 (2014年8月20日、同 CDSOL-1596[注 70])
(1)〜(14)(16)：KLA-1269と同一音源[注 71] (15)ブルーベリー・ヒル (17)〜(30)：(1)〜(11)(13)(14)各カラオケ
8. ザ・キングトーンズandマリエ [RESURRECT]銀河からの帰還 (2017年8月23日、ユニバーサル UPCY-7351)
ETP-80042と同一内容
9. 名盤1000円シリーズ ザ・ファビュラス・キングトーンズ ドゥー・ワップ・ステーション (2020年7月8日、Solid Records UVPR30011)
CDSOL-1595と同一内容
10. 名盤1000円シリーズ ザ・キングトーンズ インディペンデンス・デー〜アット・ベニーデッカー・シアター +6 (2020年7月8日、Solid Records UVPR30012)
CDSOL-1594と同一内容
11. 名盤1000円シリーズ ザ・キングトーンズ 渚のR&B +14 (2020年7月8日、Solid Records UVPR30013)
CDSOL-1596と同一内容
12. ザ・キングトーンズ&マリエ RESURRECT 銀河からの帰還 (2021年08月28日、ユニバーサル PROT7119)
ETP-80042と同一内容
13. ザ・キングトーンズ&マリエ RESURRECT 銀河からの帰還＜限定盤＞ (2022年12月14日、ユニバーサル UPCY-90172)
ETP-80042と同一内容
14. ザ・ファビュラス・キングトーンズ ドゥー・ワップ・ステーション (2024年7月17日、Solid Records UVPR60115)
CDSOL-1595と同一内容
15. ザ・キングトーンズ 渚のR&B (2024年7月17日、Solid Records UVPR60116)
CDSOL-1596と同一内容
16. ザ・キングトーンズ インディペンデンス・デー〜アット・ベニーデッカー・シアター (2024年7月17日、Solid Records UVPR60117)
CDSOL-1594と同一内容